# Przemęcki Park Krajobrazowy

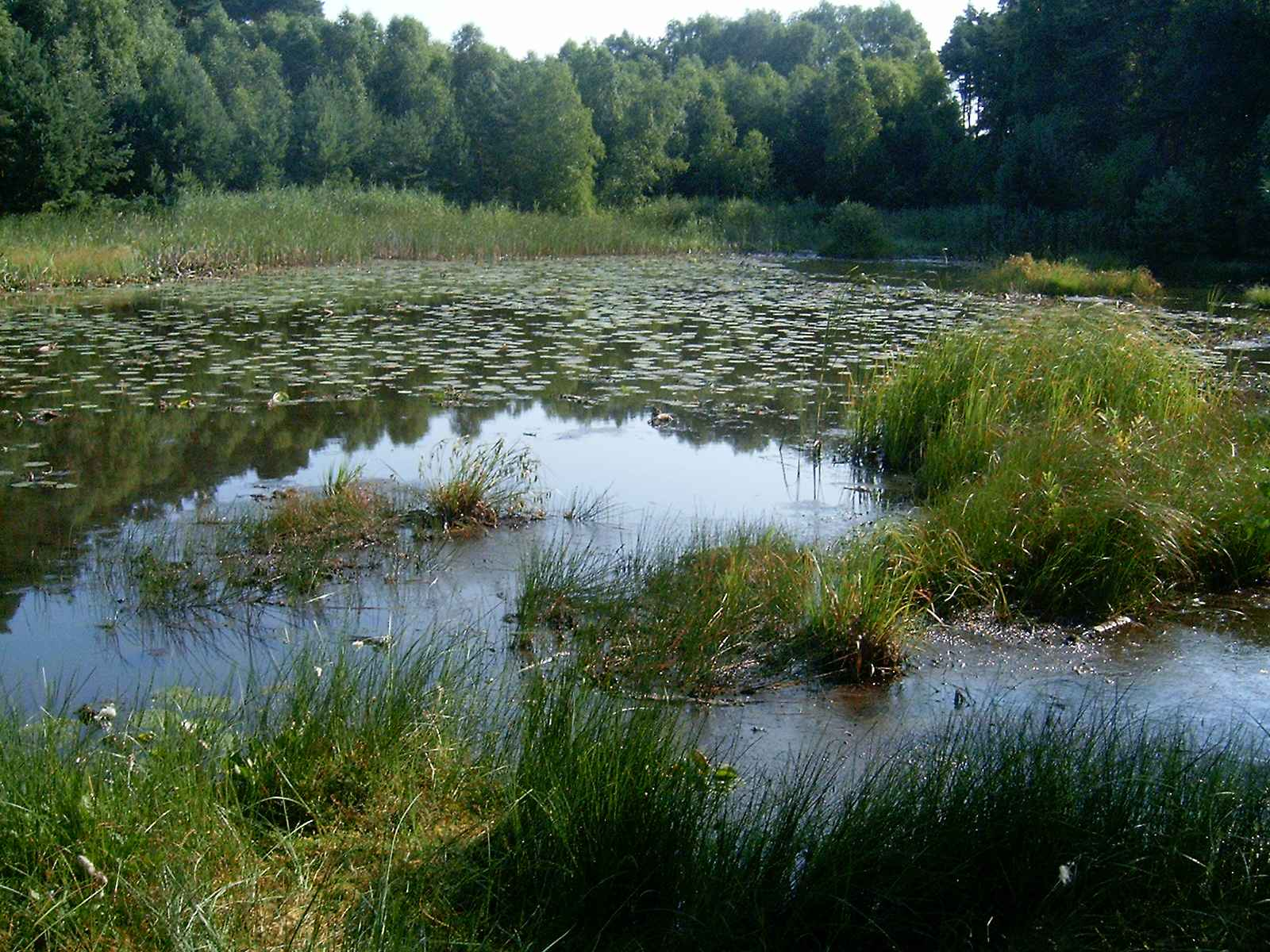
Torfowisko nad Jeziorem Świętym

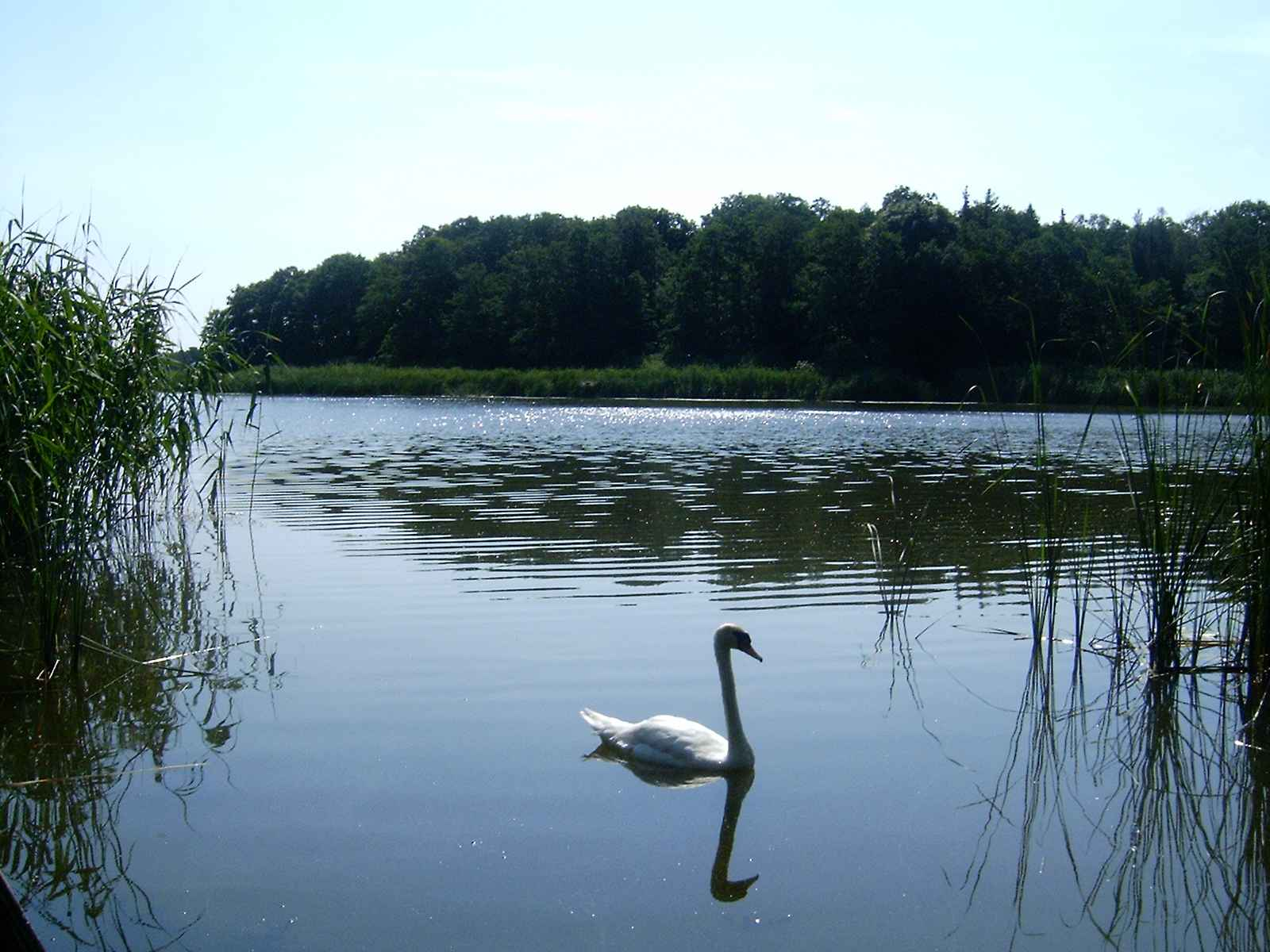
Wyspa Konwaliowa

Przemęcki Park Krajobrazowy – park krajobrazowy na granicy województwa wielkopolskiego i lubuskiego, na obszarze gmin: Przemęt, Włoszakowice, Wijewo i Wschowa (niewielkie fragmenty Parku leżą także w gminach Śmigiel i Święciechowa).

## Podstawa prawna
Rozporządzenie Nr 3/96 Wojewody Leszczyńskiego z dnia 10 kwietnia 1996 r. zmieniające rozporządzenie Wojewody Leszczyńskiego z dnia 25 listopada 1991 r. Nr 115a w sprawie powołania Przemęckiego Parku Krajobrazowego (Dz. Urz. Woj. Leszczyńskiego Nr 12, poz. 108).

## Informacje ogólne
- Powierzchnia całkowita: 21 450 ha
  - Powierzchnia leśna: 8330 ha
  - Powierzchnia wód: 1480 ha
  - Użytki rolne: 11 640 ha
- Utworzony: 25 listopada 1991 roku.
- Cel utworzenia Parku: ochrona krajobrazu powstałego po ostatnim zlodowaceniu

## Przyroda nieożywiona
24 jeziora polodowcowe rynnowe o powierzchni od 1 do ponad 300 ha.

### Flora
760 gatunków roślin naczyniowych (30 podlegających ochronie całkowitej).
- buławnik czerwony
- lilia złotogłów
- rosiczka
- grążel żółty
- bobrek trójlistkowy
- konwalia majowa (Wyspa Konwaliowa)

### Fauna
Szczególnie cenna jest awifauna – 182 gatunki.
- bąk
- kania ruda
- błotniak zbożowy
- bielik
- kropiatka
- rudogłówka
- wąsatka

Poza tym:
- żaba zielona
- żaba trawna
- ropucha zwyczajna
- padalec
- jaszczurka zwinka
- zaskroniec

## Rezerwaty
- Wyspa Konwaliowa
- Jezioro Trzebidzkie
- Torfowisko nad Jeziorem Świętym
- Kwaśna Dąbrowa (planowany)

## Jeziora
- Jezioro Białe
- Jezioro Błotnickie
- Jezioro Boszkowskie
- Jezioro Dominickie
- Jezioro Małe
- Jezioro Miałkie
- Jezioro Olejnickie
- Jezioro Osłonińskie
- Jezioro Przemęckie Duże
- Jezioro Przemęckie Małe
- Jezioro Radomierskie
- Jezioro Trzebidzkie
- Jezioro Wielkie
- Jezioro Wieleńskie
- Zapowiednik

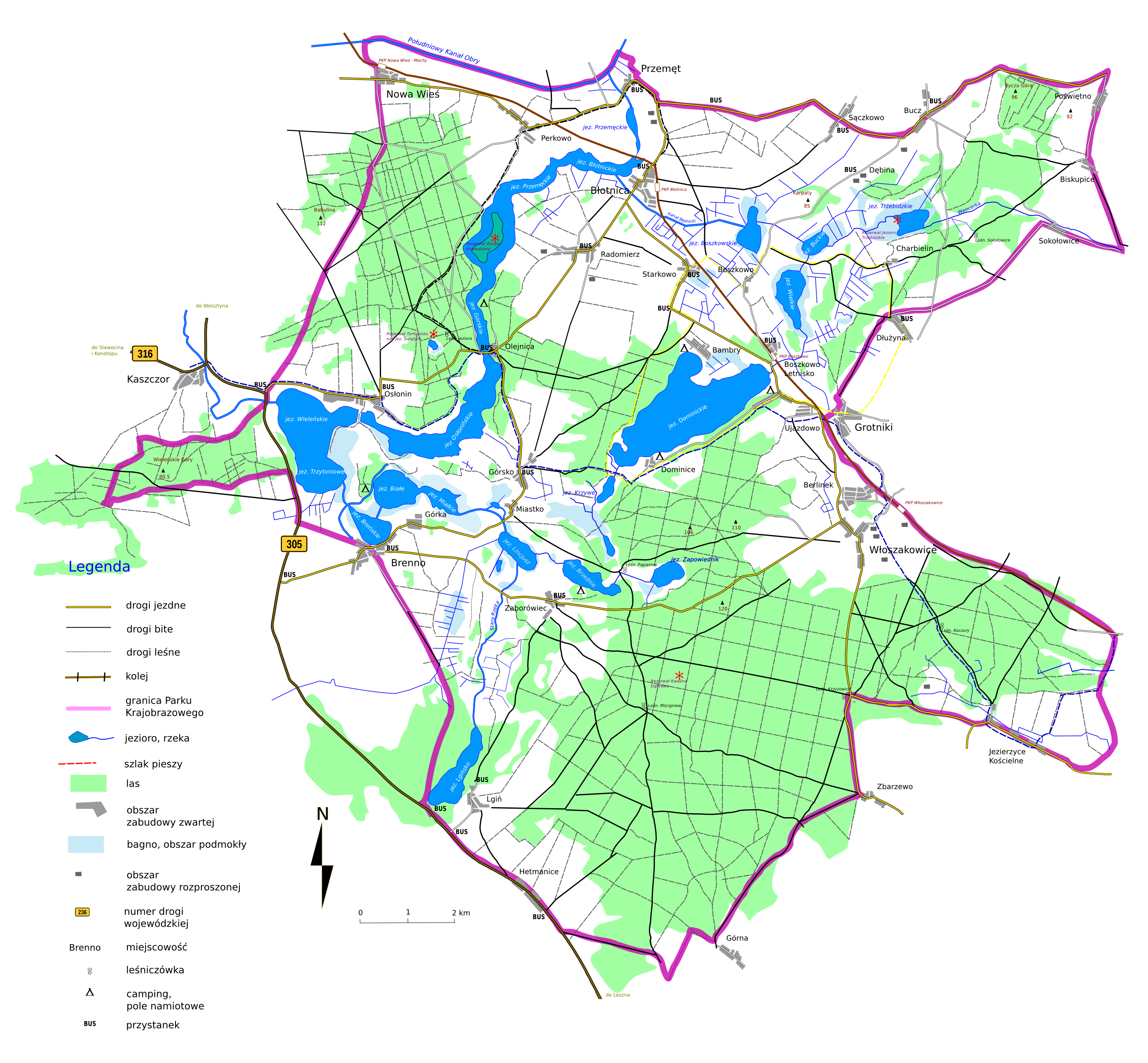
Mapa parku

Przez niektóre z tych jezior przebiega położony na terenie parku kajakowy Szlak Konwaliowy.

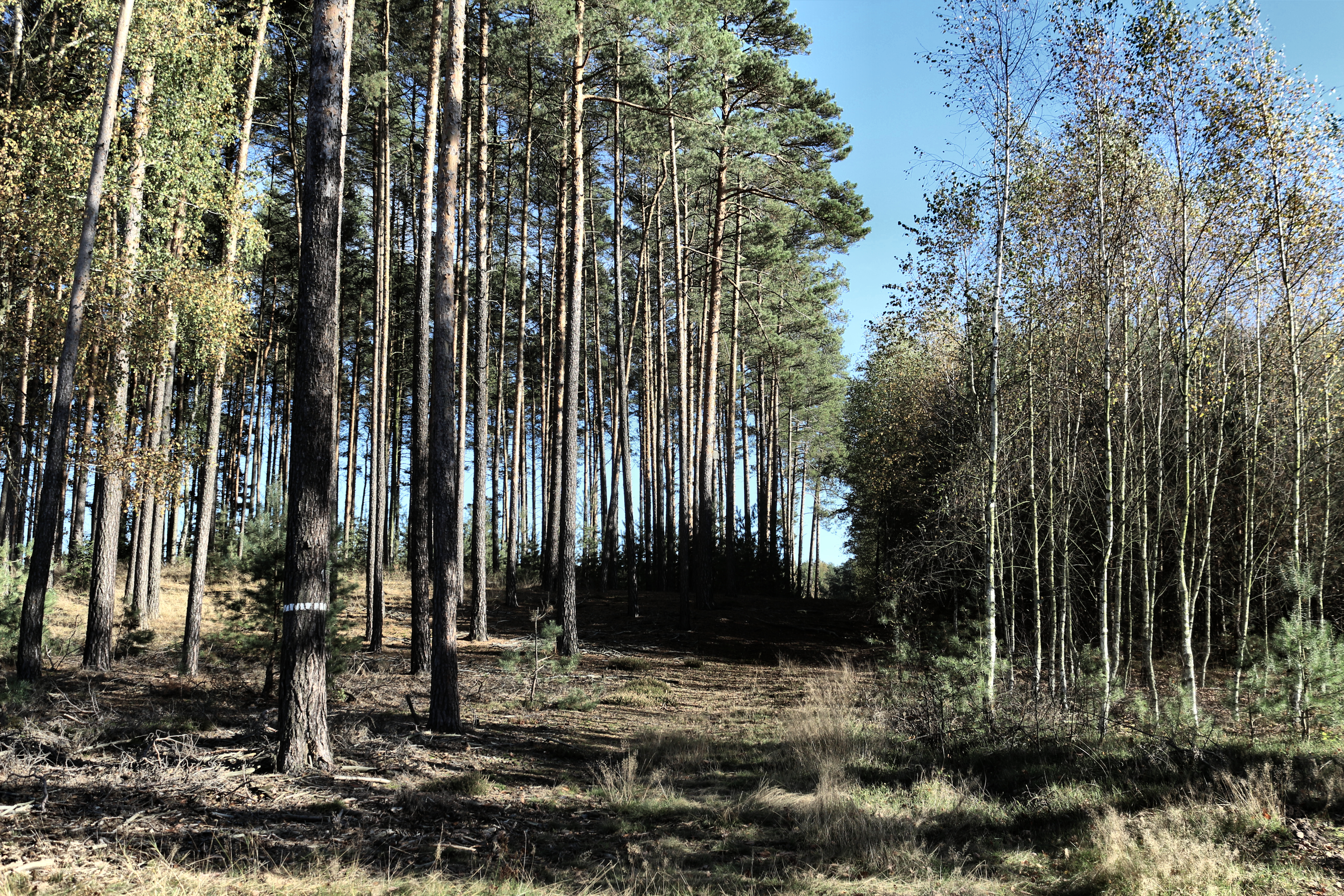
Góra Solna

## Miejscowości
- Boszkowo
- Brenno
- Olejnica
- Osłonin
- Przemęt
- Radomierz
- Wieleń Zaobrzański
- Włoszakowice